# Бхутто, Муртаза
Мир Муртаза Бхутто (англ. Murtaza Bhutto; 18 сентября 1954, Ларкана, Синд — 20 сентября 1996, Карачи) — пакистанский государственный деятель, основатель Пакистанской народной партии (фракция Мученика Бхутто).

## Биография
Родился 18 сентября 1954 года в городе Ларкане в семье Зульфикара Али Бхутто и Нусрат Бхутто. Среднее образование получал в общеобразовательных школах Карачи, Равалпинди и Лахора. Высшее образование получил в США и Великобритании, закончив Гарвардский университет и Оксфордский университет. Вместе с младшим братом Шахнавазом находился в изгнании в Афганистане с 1977 по 1993 год. Возглавлял группу Аль-Зульфикар, целью которой была борьба с режимом Зия-уль-Хака террористическими методами. 3 ноября 1993 года он вернулся из изгнания в Пакистан, однако был арестован полицией в аэропорту Карачи. 5 июня 1994 года Муртазу выпустили из-под стражи.
20 сентября 1996 года Муртаза был убит в стычке с полицией Карачи, вместе с ним были застрелены семь его соратников по партии. Как позже показало вскрытие, Муртаза был застрелен полицейским в упор. Несмотря на то, что убийство сына бывшего премьер-министра страны вызвало широкий общественный резонанс, никто из полицейских не был уволен. Мотивы убийства восьми членов партии ПНП (Бхуттоисты) до сих пор не выяснены, Верховный суд Пакистана не усмотрел в действиях полиции нарушения законодательства.

## Личная жизнь
11 октября 1980 года он женился на афганской девушке Фаузии Фасихуддин, а на её сестре Рейхане женился его брат Шахнаваз. 19 июля 1985 года скоропостижно скончался его младший брат Шахнаваз; по общему мнению, он был отравлен собственной женой. После этих событий Муртаза развёлся с Фаузией, второй его брак был с уроженкой Ливана Гинвой Итауи. От первого брака у него есть дочь Фатима, от второго — сын Зульфикар Али.